# Hôtel de Buffon
L'hôtel de Buffon est un hôtel particulier du XVIIIe siècle. Il est situé place Buffon à Montbard en Côte-d'Or.
L'hôtel a été classé et inscrit au titre des monuments historiques le 14 novembre 1988.

## Historique
À la suite de la mort de sa mère, Georges-Louis Buffon s'installe à Paris, soucieux de s'éloigner de son père, remarié à sa grande fureur à l'âge de cinquante ans avec une jeune fille de vingt-deux ans, Antoinette Nadault. Le menaçant d'un procès, il obtient la libre disposition de sa fortune et récupère des terres que son père avait aliénées à Montbard. Il fait démolir la maison paternelle et construire l'hôtel de Buffon, aménage une ménagerie, un laboratoire et son cabinet de travail. L'hôtel de Buffon fut la première étape de sa réussite.

## Protection
Les façades, toitures, terrasses et murs de soutènement font l’objet d’un classement au titre des monuments historiques depuis le 14 novembre 1988.
Les intérieurs de l'hôtel font l'objet d'une inscription à la même date.